# Pikelot
Pikelot  es una de las islas exteriores del Estado de Yap, una parte de los Estados Federados de Micronesia.  Se trata de un islote de coral bajo, con un clima tropical húmedo. 
La isla es conocida por tener un rico ecosistema con bosques y matorrales, y extensas franjas de arrecifes.  El islote es también el hogar de una importante colonia de aves marinas, zona de anidación de las tortugas y donde se encuentran unos pocos manglares.